# Euphorbia discrepans
Euphorbia discrepans är en törelväxtart som beskrevs av Susan Carter. Euphorbia discrepans ingår i släktet törlar, och familjen törelväxter. Inga underarter finns listade i Catalogue of Life.